# Младите възрастни
„Младите възрастни“ (на английски: Young Adult) е американска трагикомедия от 2011 г. на режисьора Джейсън Райтман, по сценарий на Диабло Коуди, с участието на Шарлиз Терон. Рейтман и Коуди са работили заедно преди това по филма „Джуно“ (2007). Премиерата е на 9 декември 2011 г. За изпълнението си Терон е номинирана за „Златен глобус“.

## Актьорски състав
| Актьор          | Роля                       |
| --------------- | -------------------------- |
| Шарлиз Терон    | Мейвис Гари                |
| Патън Освалт    | Мат Фрийхауф               |
| Патрик Уилсън   | Бъди Слейд                 |
| Елизабет Рийзър | Бет Слейд                  |
| Колет Улф       | Сандра Фрийхауф            |
| Джил Ейкенбери  | Хеда Гари                  |
| Луиза Краус     | Служителка в хотел         |
| Мери Бет Хърт   | Джан                       |
| Хетиен Парк     | Вики Робек                 |
| Джей Кей Симънс | Джим, шеф на Мейвис (глас) |